# Michael Pitt
Michael Carmen Pitt (West Orange (New Jersey), 10 april 1981) is een Amerikaans acteur en zanger.
Pitt maakte zijn debuut in 1999 in het off-Broadway toneelstuk The Trestle at Pope Lick Creek. Hier werd hij opgemerkt door een agent die hem een terugkerende rol in Dawson's Creek aanraadde. Zijn filmdebuut volgde in 2001, met een hoofdrol in het controversiële Hedwig and the Angry Inch. Hij werd opgemerkt en kreeg rollen aangeboden in Hollywood-films.
Pitt is naast zijn filmcarrière een zanger. Hij zong in de film Last Days (2005). Ook is hij de zanger van zijn band Pagoda.

## Filmografie
- 54 (1998)
- Hi-Life (1998)
- Finding Forrester (2000)
- Hedwig and the Angry Inch (2001)
- Bully (2001)
- Murder by Numbers (2002)
- The Dreamers (2003)
- Rhinoceros Eyes (2003)
- Wonderland (2003)
- Jailbait (2004)
- The Heart Is Deceitful Above All Things (2004)
- The Village (2004)
- Last Days (2005)
- The Hawk Is Dying (2006)
- Delirious (2006)
- Silk (2007)
- Funny Games U.S. (2008)
- Pinkville (2009)
- Pericle il Nero (2009)
- Boardwalk Empire (2010, televisieserie)
- Hugo (2011)
- Seven Psychopaths (2012)
- Rob the Mob (2014)
- I Origins (2014)
- Hannibal (2014, televisieserie)
- Asphalte (2015)
- The Driver (2015, kortfilm)
- Criminal Activities (2015)
- You Can't Win (2016)
- Criminal (2016)
- Ghost in the Shell (2017)
- Run with the Hunted (2020)
- Black Flies (2023)